# Eugenia de Reuss Ianculescu
Eugenia de Reuss Ianculescu (n. 11 martie 1866, Igești, Imperiul Austriac – d. 29 decembrie 1938) a fost o profesoară, scriitoare și activistă pentru drepturile femeilor. Ea a fost una dintre fondatoarele Ligii Femeilor Române, prima organizație de feminism din România, iar mai târziu fondatoarea Ligii pentru Drepturile și Atribuțiile Femeii Române. Luptând pentru dreptul la vot al femeilor timp de 50 de ani, a scris romane și a ținut prelegeri.

## Copilăria și adolescența
Eugenia de Reuss Ianculescu s-a născut la data de 11 martie 1866 în satul Igești din Bucovina pe moșia strămoșească a familiei Reuss-Mârza și a decedat în satul natal la 29 decembrie 1938 în casa ei din Igești. Mama ei a fost Dinoto Gusti, nepoată a lui Dimitrie Gusti, primul primar al orașului Iași după unirea Principatelor. Tatăl ei, Alexandru de Reuss-Mârza a avut rădăcini într-o veche familie în perioada medievală. Elevă la Școala Centrală din Iași. În anul 1889 a devenit membră a ,,L’Union de Femmes’’ din Paris sub președinția doamnei Maria Cheliga Loevy, colaborând la jurnalul feminist cu același nume. În același an a încercat să înființeze la Iași o societate cu caracter feminist. Eugenia de Reuss Ianculescu prin relațiile familiei cu Gheorghe Panu, fondatorul Partidului Radical și al ziarului Lupta, publică în acest ziar articolul ,,Apelul Feminist.’’ în 1889.
La Școala Centrală din Iași a studiat clasici și arte, călătorind frecvent în Franța și Italia, unde a fost membră a Asociației Elene și Latine și a două societăți pentru istoria arheologiei și a artei. Faptul că a avut parte de o educație aleasă, cât și călătoriile, au format activismul ei feminist de mai târziu. Acestea i-au permis să aibă acces la tipurile de comunicare transnațională pe care oamenii de știință le-au găsit atât de cruciale pentru dezvoltarea mișcărilor femeilor.

## Carieră profesională
În 1889, ca profesoară la Iași, Reuss Ianculescu a încercat să înființeze o asociație care să militeze pentru obținerea dreptului de vot. În urma acelei încercări nereușite, ea s-a angajat într-o campanie individuală de conștientizare a publicului cu privire la inechitățile din dreptul civil și politic în ceea ce privește femeile și bărbații. În 1906, a ținut o serie de prelegeri publice dedicate ideilor sale feministe la Ateneul Român din București, cea mai mare și mai renumită sală culturală din România.
În prima prelegere a acestei serii, intitulată „Misiunea femeii și rolul ei viitor”, Reuss Ianculescu a susținut următoare „chestiunea feministă [stă] în centrul tuturor întrebărilor sociale” și că este „o chestiune la fel de presantă ca și problemele economice”. În perioada următoare, ea a ținut discursuri în multe orașe din țară, susținând emanciparea politică și economică a femeilor și prezentând evoluțiile mișcării internaționale a femeilor. În această perioadă, Reuss Ianculescu a mai publicat câteva romane introspective: Voință (1902), nominalizată la un premiu acordat de Academia Română; Spre desrobire în 1903 și Pentr’o idee în 1904. Spre desrobire a fost dedicată fiicei sale, care a murit când era mică, după cum i se spune cititorului într-un scurt elogiu la începutul cărții (informațiile despre căsătoria ei nu sunt disponibile).
Revista Familia din 1904 menționează lista a 76 de cărți tipărite, înscrise pentru premiile Academiei Române ce ,,sunt a se decerne în sesiunea generală din 1905”. Eugenia de Reuss Ianculescu participă ,,la premiul statului Eliade Redolence de 5000 lei” cu două cărți Spre desrobire și Pentr’o idee. Stabilită la București în 1905, după eșecul societății feministe din Iași, colaborează la ziarul Universul cu romanul În amurgul vieții , o teză feministă. De asemenea, scrie un roman politic Zorile mântuirii , piesele de teatru Eroii , Visul din urmă , Dreptul meu. Născută într-un sat din Bucovina, a cunoscut situația femeilor de țărani, problemele și lipsurile lor privind educația. În acest sens, în 1906, ține conferințe despre ,,Educația și Instrucția Țărancei”, iar în timpul expoziției universale de la București din 1907 lansează un nou apel feminist reprodus de unele ziare ale vremii. Apelul rămâne fără ecou. La 24 ianuarie 1909, la serbarea organizată de Liga Culturală pentru 50 de ani de la Unirea Principatelor, ține un discurs prin care elogiază evenimentul și importanța lui pentru români. Între 1909-1910 prezintă monumentele din Roma, Neapole, Veneția și Florența, iar în 1911, la Congresul de la Târgoviște pentru înaintarea științelor ,,a deschis din nou procesul revendicărilor de emancipare publicat în apel.”
În noiembrie 1911, Reuss Ianculescu a fondat și a devenit președintă a Asociației Drepturile Femeii, prima asociație feministă sufragistă din România. Înființată la București, cu filiale în mai multe orașe din Moldova și Țara Românească, Asociația Drepturile Femeii a fost o voce de frunte în lupta feministă pentru drepturile politice, civice și economice ale femeilor între 1911 și al Doilea Război Mondial. Eugenia de Reuss Ianculescu a fost nominalizată președintă pe viață a asociației în 1923. Din 1912, Asociația a publicat revista feministă Drepturile femeii, tribună pentru dezbatere și activism care a urmărit și a raportat, de asemenea, evoluțiile din mișcarea internațională a femeilor.
Eugenia de Reuss Ianculescu a lucrat și la Societatea de Cruce Roșie din România, secția din Iași chiar de la înființare în 1900. În 1911 i-a scris lui Vasile Kogălniceanu pentru a-i sublinia necesitatea cantinelor școlare. În 1912 inițiază un memoriu cu 500 de semnături pentru drepturi ale femeilor. Memoriul a fost citit în fața Camerei de J. Th. Florescu și la Senat de C. Penescu. Asociația editează Revista Femeii. Mișcarea a fost susținută de diferite organe de presă, printre care ziarele Adevărul, și Dimineața a lui Constantin Mille, Epoca a lui Nicolae Filipescu, Universul, La Roumanie, etc. În iunie 1913 a înființat un atelier de confecționare de lenjerii și cele trebuitoare soldaților din campania din Bulgaria, care a funcționat trei luni. A organizat spitalul de Holeră și a pregătit alimentele necesare soldaților întorși din campanie, intrați în carantină la Valea Ileanei, din apropierea Iașului, la Cucuțeni. Tot în acest an o aduce la București pentru propaganda feministă pe Annie Furuchelm, fiica guvernatorului din Alaska, deputată finlandeză. În cursul aceluiași an, participă la Congresul sufragist de la Budapesta unde vorbește în franceză despre drepturile femeilor.
În iarna anului 1913, asociația a fost redenumită Liga Drepturile și Datoriile Femeii. A adoptat un nou statut, care prevedea faptul că „asociația lucrează pentru emanciparea morală, socială, economică și juridică a femeilor”. Potrivit noului statut, Liga Drepturile și Datoriile Femeii și-a propus să militeze pentru schimbări în legislația familiei și căsătoriei, pentru accesul femeilor la profesiile liberale, salariu egal pentru muncă egală, programe de prevenire a prostituției copiilor și drepturi politice egale pentru bărbați și femei. Toate revendicările enumerate în statut au fost prezentate și celor două camere ale Parlamentului României de doi politicieni bărbați, Theodor Florescu și Constantin Penescu: primul memorandum care revendică drepturile politice și civile ale femeilor.
O altă inovație în organizarea Ligii Drepturile și Datoriile Femeii a fost alegerea unui președinte de sex masculin, Nicolae Minovici, medic juridic. Această schimbare a fost în concordanță cu tactica lui Reuss Ianculescu de a asigura sprijinul politicienilor, profesori și doctori de sex masculin influenți, care erau adesea invitați la ședințele asociației. Abordarea a reflectat, de asemenea, filosofia lui Reuss Ianculescu că „femeia și bărbatul [au fost] două forțe distincte ale căror calități și defecte se completează reciproc” și că atât bărbații, cât și femeile sunt angajați într-o luptă comună pentru progresul social și economic al țării.
Reuss Ianculescu a menținut o poziție moderată în ceea ce privește tactica politică folosită în lupta pentru vot. Ea credea că reforma electorală, oricât de limitată, a constituit totuși un pas major către obținerea unei adevărate eliberări universale. În 1914, în timp ce se dezbăteau propuneri de modificare a Constituției Regatului Român, Reuss Ianculescu a susținut o petiție adresată lui Ioan Al. Brătescu-Voinești, în care lui Brătescu-Voinești i s-a cerut să prezinte Parlamentului o propunere de acordare a dreptului de vot femeilor la alegerile locale. Petiția a fost semnată de un grup de feministe, printre care Adela Xenopol, Elena Meissner și Maria Gavrilescu. În acest context, Reuss Ianculescu a încercat să coopereze cu Cercul Feminin Socialist, organizație înființată în 1912 la București cu dublu scop de a sprijini Partidul Socialist și drepturile femeilor. Cercul Feminin Socialist a respins propunerea lui Reuss Ianculescu pentru că a susținut că Liga Drepturile și Datoriile Femeii era preocupată doar de dreptul de vot al femeilor educate și, astfel, exclude femeile muncitoare și țărănești.
Eugenia de Reuss Ianculescu a fost activă în lupta pentru vot în cea mai mare parte a perioadei interbelice. Membrele Ligii Drepturile și Datoriile Femeii au organizat întruniri sufragiste, au scris memorii politice, au strâns semnături și au participat la campaniile politice ale bărbaților și la întruniri electorale. În același timp, Reuss Ianculescu s-a alăturat altor organizații feministe care au devenit ulterior voci fruntașe în mișcarea pentru dreptul la vot al femeilor în România interbelică. După unirea Transilvaniei cu Regatul Român (1918), Reuss Ianculescu a devenit vicepreședintă a Uniunii Femeilor Române din România Mare, prezidată de Maria Baiulescu. În 1921, Liga Drepturile și Datoriile Femeii a devenit membră a Consiliului Național al Femeilor Române, o federație a organizațiilor de femei din România, fondată în acel an și prezidată de scriitoarea feministă Calypso Botez. Reuss Ianculescu a fost aleasă vicepreședintă a noii organizații, care s-a afiliat și la Consiliul International al Femeilor. Reuss Ianculescu a fost ea însăși membră a Consiliului Alianței Internaționale a Femeilor pentru Sufragiu și Cetățenie Egală între anii 1926 și 1935.
Izbucnirea primei conflagrații mondiale, participarea României la conflict pentru întregirea teritoriului său național, marile suferințe și profundele mutații petrecute în structurile societății românești au marcat puternic și mișcarea de femei. Pe de o parte, asociațiile și reuniunile femeilor române au condamnat „marile imperii despotice" pentru declanșarea războaielor de cotropire și și-au exprimat convingerea că pentru dobândirea unei păci trainice era indispensabilă instaurarea unor regimuri democratice și garantarea drepturilor și libertăților pentru toți cetățenii, indiferent de sex. Pe de altă parte, documentele atestă că protagoniste ale mișcării de emancipare a femeii ca Adela Xenopol, Eugenia de Reuss-Ianculescu, Constanța Hodoș, Eleonora Stratilescu ș.a., în cuvântările și în articolele lor, au susținut cauza dreaptă a participării României la război, pentru întregirea țării.
În privința agendei ei feministe, Reuss Ianculescu s-a confruntat cu două dintre problemele majore ale „primului val de feminism”: „loialitate față de națiune” versus „opoziție față de război” și dilemele de clasă/gen. Când, în 1915, Aletta Jacobs a invitat-o pe Reuss Ianculescu să participe la Congresul Internațional al Femeilor de la Haga – care avea drept scop să discute propuneri de încheiere pașnică a războiului – Reuss Ianculescu a refuzat pe motiv că datorează loialitate față de România. Dar chiar dacă a stat hotărât de partea „națiunii ei”, poziția ei a permis nuanțe în ceea ce privește tensiunea de gen/clasă. Ea a rămas în mare parte în perimetrele clasei sale, căutând sprijin pentru ideile ei printre femeile de clasă superioară, în mare parte educate și distingându-și obiectivele de cele ale mișcării socialiste. Totuși, ea a fost, în același timp, preocupată de îmbunătățirea educației și a situației economice a țărăncilor, așa cum se dezvăluie în discursurile sale și în sprijinul ei pentru o școală gratuită pentru tinerele țărănci.

## Decesul
Eugenia de Reuss Ianculescu a decedat pe 29 decembrie 1938 în casa ei din Igești.

## Opere alese
- Voință (1902) București, România[3]
- Spre desrobire (1903) București, România[3]
- Pentr' o idee (1904) București, România[3]
- Menirea femeii (1906) București, România[2]
- Menirea femeii și rolul ei în viitor: Conferință ținută la Ateneul din București la 16 aprilie 1906. București, România[2]
- ,,Femeia română și politica", Drepturile Femeii. București, România. Nr.2, ianuarie-februarie, 1913, pp.12-25[10]